# Mundilfari (Mythologie)
Mundilfari, auch Mundilfare oder Mundilföri, ist eine Riesengestalt aus der Nordischen Mythologie. Er gilt in den Liedern des Nordens als Beweger der Weltachse, Vater von Sonne und Mond und verkörpert auch die Nacht.
Mundilfari, nord., bedeutet „der sich nach bestimmten Zeiten bewegt“.
Mundilfari war ein Riese, der in Midgard lebte. Weil er seine hübschen Kinder, Sôl und Mani, beide ebenfalls Riesen, nach Sonne und Mond benannte, erzürnten sich die Götter (Asen) ob dieser Anmaßung. Zur Strafe wurden die Kinder dazu gezwungen, die göttlichen Streitwagen durch den Himmel zu steuern.
Daher ziehen die beiden täglich als Sonne und Mond über den Himmel. Mani, ebenfalls ein Riese, fährt im Mondwagen, wobei ihn Bil und Hjuki begleiten. Die Riesin Sol fährt im Sonnenwagen, gezogen von den Hengsten Alswinn und Arwakr.